# Château en Suède (film, 1963)
Pour les articles homonymes, voir Château en Suède.
Pour plus de détails, voir Fiche technique et Distribution.
Château en Suède est un film franco-italien réalisé par Roger Vadim sorti en 1963.

## Synopsis
Un jeune homme vient se réfugier dans un château dans lequel vit une famille excentrique.

## Fiche technique
- Titre : Château en Suède
- Réalisation : Roger Vadim
- Scénario : Roger Vadim et Claude Choublier, d'après la pièce Château en Suède de Françoise Sagan
- Dialogues : Françoise Sagan
- Photographie : Armand Thirard
- Musique : Raymond Le Sénéchal
- Son : Robert Biart
- Décors : Jean André
- Costumes : Marc Doelnitz
- Montage : Victoria Mercanton
- Pays d'origine :  France /  Italie
- Format : Francscope  Eastmancor
- Genre : comédie
- Durée : 103 minutes
- Date de sortie : 20 novembre 1963

## Distribution
- Monica Vitti : Éléonore
- Jean-Claude Brialy : Sébastien
- Curd Jürgens : Hugo Falsen
- Jean-Louis Trintignant : Éric
- Daniel Emilfork : Gunther
- Suzanne Flon : Agathe
- Françoise Hardy : Ophélie
- Michel Le Royer :  Gosta
- Sylvie : La grand-mère
- Henri Attal : Le policier #1
- Dominique Zardi : Le policier #2
- Loulou Daguerre : Kikki